# Atentado no Aeroporto Internacional de Gimpo
Em 14 de setembro de 1986, uma bomba explodiu no Aeroporto Internacional de Gimpo, o então principal aeroporto servindo Seul na Coreia do Sul, que matou 5 pessoas e feriu cerca de 30 pessoas. Todas as vítimas eram sul-coreanos.
Autoridades culparam agentes agindo em nome do governo da Coreia do Norte pelo ataque. Aconteceu apenas seis dias antes do início dos Jogos Asiáticos de 1986, sediados em Seul. O diretor da Polícia Nacional, Kang Min Chang, disse que a Coreia do Norte realizou o ataque terrorista na tentativa de atrapalhar os Jogos Asiáticos. Ele também disse que o ataque foi semelhante ao atentado de Rangum em 1983 onde dezenas de sul-coreanos perderam a vida.
Estes atentados, incluindo o Voo Korean Air 858 em 1987, fizeram com que o governo sul-coreano aplicasse medidas de segurança maciças para os Jogos Olímpicos de Verão de 1988 em Seul.